# Margarethe Carrière-Bellardi
Margarethe Carrière-Bellardi (* 11. Juni 1885 in Berlin als Luise Hildegard Margarete Bellardi; † 12. Dezember 1975 ebenda) leitete von 1929 bis 1938 das Berliner Harnack-Haus der Kaiser-Wilhelm-Gesellschaft.

## Leben
Margarethe Bellardi wurde 1885 als Tochter des Schulrektors Paul Bellardi und seiner Frau Margarethe Krüpke in Berlin-Friedenau geboren. 1910 legte sie das Abitur ab und nahm im selben Jahr ein Studium der Geografie, Germanistik und Anglistik in Berlin auf. 1915 folgte die bestandene Prüfung für das höhere Lehramt, die es ihr ermöglichte, als Privatlehrerin für wohlhabende Familien zu arbeiten.
In Davos heiratete sie 1915 Ludwig Carrière, einen Urenkel von Justus von Liebig, und lebte mit Carrière bis 1919 in der Schweiz. Dank von Liebigs Beziehungen zu Akademikern wie Adolf von Harnack, Carl Thiersch, Karl-Friedrich Bonhoeffer oder Hans von Dohnanyi wurde ihr die Leitung des 1929 eröffneten Harnack-Hauses übertragen, welches auch als deutsches Oxford bezeichnet wird. Während sich ihr Ehemann Ludwig Carrière um die Bibliothek des Clubhauses kümmerte, war Margarethe für die repräsentative und wirtschaftliche Leitung des Hauses verantwortlich und trug mit ihrer Resolutheit und Sprachgewandtheit zum Erfolg der Vortrags- und Begegnungsstätte bei. Das Harnack-Haus entwickelte sich zu einem „Publikumsmagneten des intellektuellen Berlins“, in dem zahlreiche Nobelpreisträger einkehrten oder Vorträge hielten, darunter Adolf Butenandt, Peter Debye, Albert Einstein, Hans von Euler, Hans Fischer, James Franck, Fritz Haber, Otto Hahn, Werner Heisenberg, Max von Laue, Otto Meyerhof, Max Planck, Hans Spemann, Otto Warburg und Richard Willstätter. Neben dem Management von etwa 30 Angestellten und den täglich bis zu 200 Mittagessen organisierte Margarethe Carrière-Bellardi rund 250 Veranstaltungen im Jahr mit.
Nach der Machtergreifung der Nationalsozialisten verflüchtigte sich ab 1933 langsam der weltoffene Geist im Harnack-Haus. Ludwig Carrière verlor 1937 seine Arbeit in der Bibliothek, da sein unter Pseudonym erschienenes Buch Unser Lebensproblem von der Reichsschrifttumskammer als „jesuitisch-raffinierter Grossangriff gegen die Grundlagen unserer Weltanschauung“ bewertet wurde. Auf Drängen der Deutschen Arbeiterfront wurde Margarethe aufgrund einer Umorganisation gekündigt und musste die Leitung des Hauses im Juli 1938 an Angelika von Schuckmann abgeben.
1940 übernahm sie das Amt der Schulvorsteherin des heutigen Werner-von-Siemens-Gymnasiums in Berlin-Nikolassee, das damals eine Privatschule für Mädchen war. Am 4. März 1940 beantragte sie die Aufnahme in die NSDAP und wurde zum 1. Juni desselben Jahres aufgenommen (Mitgliedsnummer 7.623.987). Nach Kriegsende 1945 wurde die Schule durch die Russen beschlagnahmt und Margarethe Carrière-Bellardi wegen ihrer Parteimitgliedschaft des Amtes enthoben.